# Solved
Solved est une série télévisée américaine sur le crime qui est diffusée sur le réseau Investigation Discovery. L'émission a également été diffusée sur TLC. Lancé le 13 octobre 2008, Solved est produit en collaboration avec Digital Ranch Productions, Inc

## Synopsis
La série présente des cas définissant la carrière d'agents de police et d'agents du FBI, avec un fort accent sur les preuves médico-légales. Dans chaque épisode, une mystérieuse affaire d'homicide se déroule à travers des récits à la première personne d'agents de police d'élite américains.
Les sujets abordés comprennent: l'examen des documents médico-légaux, la linguistique médico-légale et la criminalistique informatique.
Les environnements 3D CGI sont utilisés pour illustrer des scènes de crime, des preuves physiques et diverses techniques de lutte contre le crime de haute technologie